# Olga Kolb
Olga Kolb (* 29. April 1976 in Schangatas, Kasachische SSR, Sowjetunion) ist eine deutsche Schauspielerin.

## Leben und Karriere
Olga Kolb besuchte drei Jahre lang die Stage School of Dance and Drama in Hamburg und erhielt ab 1997 Schauspielunterricht bei Marek Gierzahl.
Sie spielte Rollen in Fernsehserien wie zum Beispiel Die Rettungsflieger, In aller Freundschaft oder SOKO 5113. Im Fernsehfilm Scharf aufs Leben spielte sie neben Senta Berger, Ralph Herforth und Ulrich Pleitgen die Rolle einer Polizistin. Im englischsprachigen Gangster-Comedy-Film Breathful (2006) spielte sie neben Jasmin Wagner und Barbara Kowa ebenfalls die Rolle einer Polizistin. 2008 spielte sie in der ARD-Telenovela Sturm der Liebe die Rolle der Kira Szepanski.
Sie lebt in München.

## Filmografie (Auswahl)
- 2000: Scharf aufs Leben (Fernsehfilm)
- 2000–2001: Die Rettungsflieger (Fernsehserie)
- 2001: Die Kommissarin (Fernsehserie)
- 2003: In aller Freundschaft (Fernsehserie)
- 2003: Ein Fall für zwei : Der Mann, der zweimal stirbt
- 2006: Schwarze Schafe
- 2006: Fay Grim
- 2006: Breathful
- 2008: Wilsberg – Filmriss
- 2008: Sturm der Liebe (Fernsehserie)
- 2008–2012: SOKO München (Fernsehserie)
- 2014: Die Rosenheim-Cops (Fernsehserie, 1 Folge)